# Omegophora
Omegophora es un género de peces globo marinos, distribuidos por el este del océano Índico.

## Especies
Existen dos especies reconocidas en este género:
- Omegophora armilla (Waite & McCulloch, 1915)
- Omegophora cyanopunctata Hardy & Hutchins, 1981